# 雄勝町伊達の黒船太鼓
雄勝町伊達の黒船太鼓（おがつちょう だてのくろふねたいこ）は、宮城県石巻市雄勝地区の郷土芸能の和太鼓。
1991年（平成3年）5月、宮城県桃生郡雄勝町の町制施行50周年記念事業のひとつとして発足。
観光客誘致の起爆剤としての役割を担い、地域の活性化と町民の誇れる文化活動の推進が目的。
代表曲の1つ「組曲 雄勝町伊達の黒船（伊達の黒船/図南の響/祝賀の舞・作曲: 飛鳥大五郎、時勝矢一路）」は1613年、藩祖伊達政宗公の慶長遣欧使節船「サン・ファン・バウティスタ号」の建造の地が石巻市雄勝町雄勝呉壺であることから名付けられた。
支倉常長一行「慶長派遣使節」が大きな夢を持ち遙かローマを目指し、太平洋を往復した伊達の黒船の航海の辛さ、不安そして無事にメキシコ・アカプルコに入港、そこからスペイン、ローマまでたどり着いた感激を3部作曲で表現。
ほかに雄勝石（玄昌石）をテーマにしたピアノと和太鼓、雄勝石やディジュリドゥを使用する曲「ペルム幻想 - 2億5千万年の大地の夢 (作曲: 和泉耕二」などある。